# Iwan Iwanowicz (manekin)

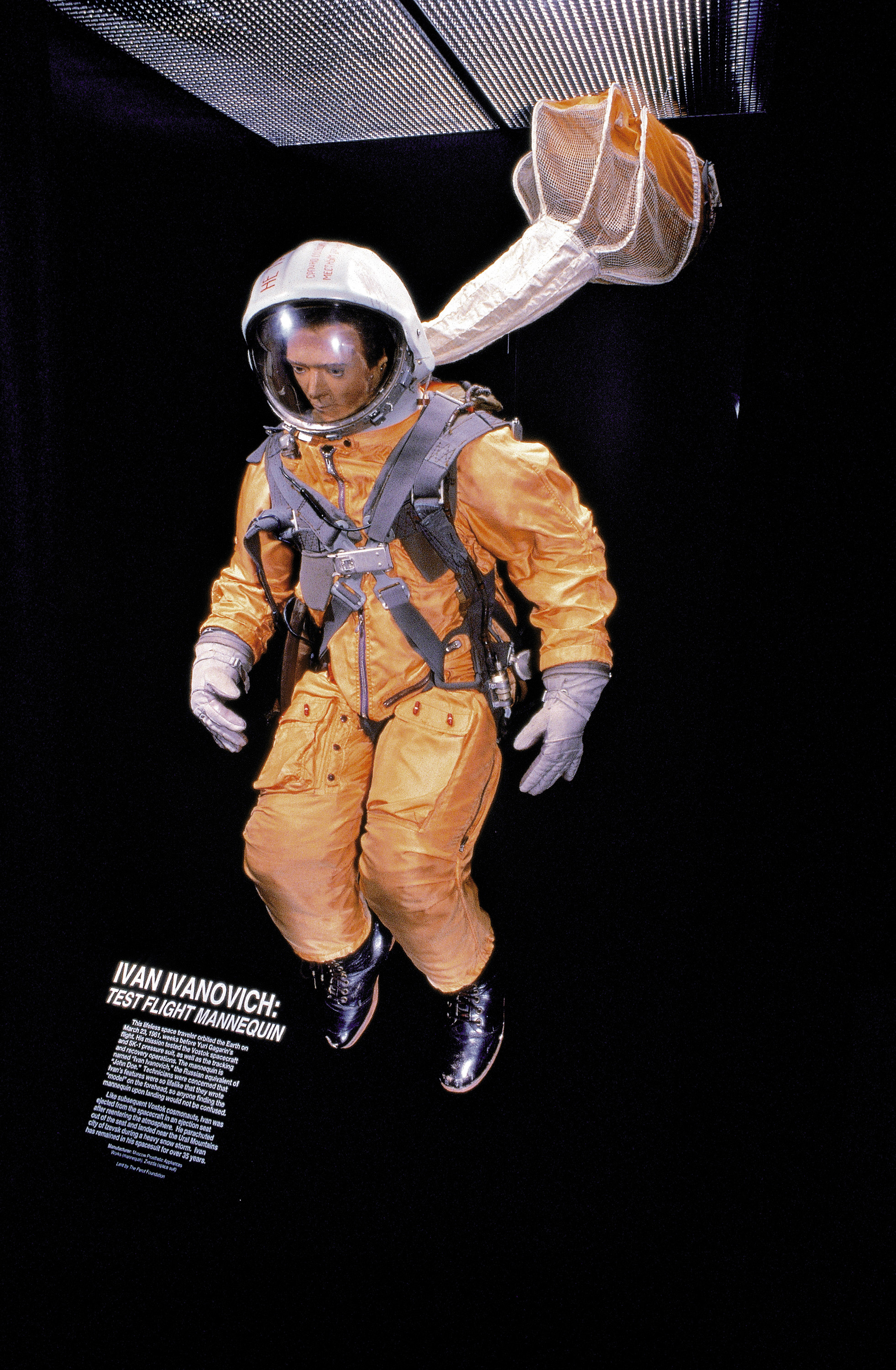
Iwan Iwanowicz w National Air and Space Museum w Waszyngtonie

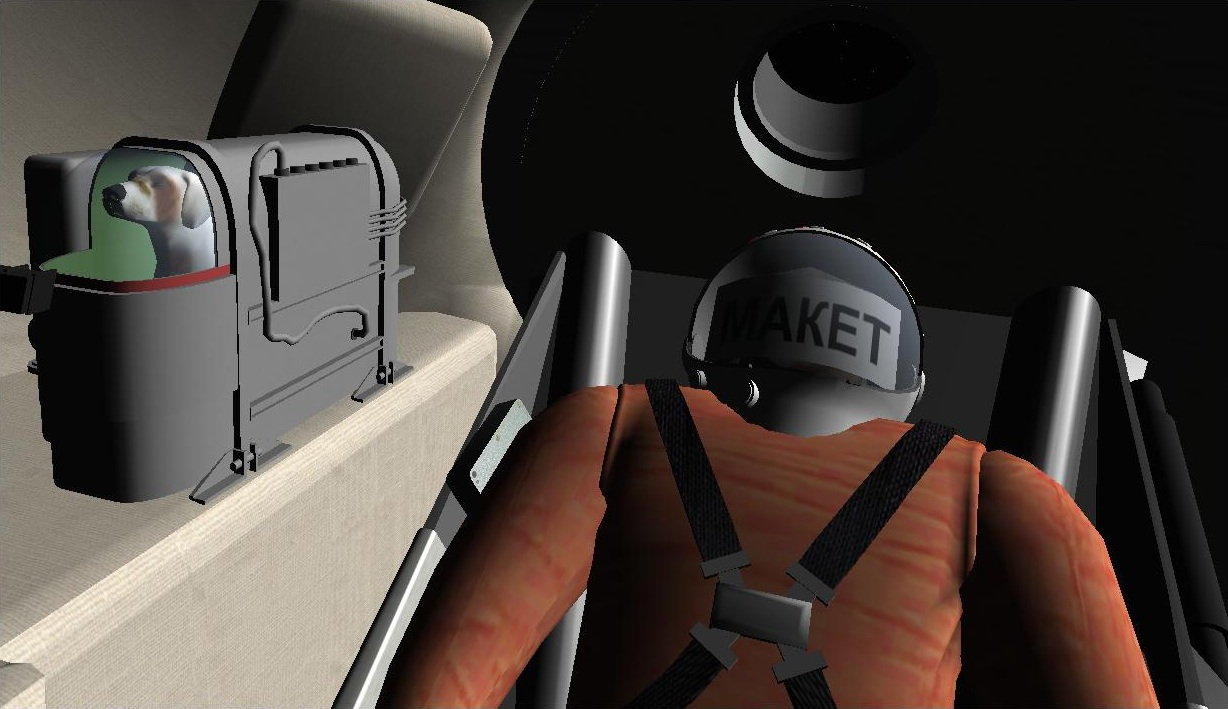
Pies Gwiazdeczka w pojemniku oraz Iwan Iwanowicz na pokładzie statku Korabl-Sputnik 5 (zrzut ekranu z programu komputerowego)

Iwan Iwanowicz (ros. Иван Иванович – rosyjski odpowiednik amerykańskiego nazwiska John Doe) – radziecki kosmonauta manekin, który w 1961 odbył dwa testowe loty kosmiczne w ramach programu Wostok. Aby nie dopuścić do zamętu wśród chłopów, którzy mogliby sądzić, że jest martwym kosmonautą lub kosmitą, pod osłoną jego hełmu umieszczono napis „МАКЕТ” (makieta). 

## Historia
Statki kosmiczne Wostok nie miały miękkiego systemu lądowania. Po otwarciu głównego spadochronu i opadaniu kapsuły powrotnej ku ziemi, kosmonauta musiał użyć fotela wyrzucanego, aby opuścić kapsułę, a następnie wylądować na ziemi na własnym spadochronie. Aby przetestować system, manekin, nazwany „Iwanem Iwanowiczem”, odbył dwa testowe loty kosmiczne we w pełni funkcjonalnym skafandrze kosmicznym: 
- 9 marca 1961 na statku kosmicznym Korabl-Sputnik 4 manekin został wyrzucony z kapsuły i opadł na spadochronie. Jego towarzysz, pies Czarnuszka został z powodzeniem wydobyty z kapsuły.
- 25 marca 1961 na statku kosmicznym Korabl-Sputnik 5 manekin ponownie został wyrzucony z kapsuły i opadł na spadochronie. Pies Gwiazdeczka został również z powodzeniem wydobyty z kapsuły.

Te udane loty testowe utorowały drogę do pierwszego lotu człowieka w przestrzeń kosmiczną – 12 kwietnia 1961 dokonał tego Jurij Gagarin na statku kosmicznym Wostok 1. W 1993 „Iwana Iwanowicza” za 189,5 tysiąca dolarów kupiła fundacja Rossa Perota na aukcji zorganizowanej przez Sotheby’s. Od 1997 jest eksponowany w National Air and Space Museum w Waszyngtonie.